# Швендрови-Мост
Швендрови-Мост (пол. Szwendrowy Most) — село в Польщі, у гміні Леліс Остроленцького повіту Мазовецького воєводства.
Населення — 166 осіб (2011).
У 1975-1998 роках село належало до Остроленцького воєводства.

## Демографія
Демографічна структура станом на 31 березня 2011 року:
|          | Загалом | Допрацездатний вік | Працездатний вік | Постпрацездатний вік |
| -------- | ------- | ------------------ | ---------------- | -------------------- |
| Чоловіки | 85      | 27                 | 55               | 3                    |
| Жінки    | 81      | 20                 | 49               | 12                   |
| Разом    | 166     | 47                 | 104              | 15                   |